# Parque natural nacional de Piriatin
El Parque natural nacional de Piriatin (en ucraniano: Пирятинський національний природний парк) es un parque nacional de Ucrania que cubre una parte del valle del río Uday en la parte norte central del país. El parque proporciona áreas de protección, investigación y recreación representativas de las terrazas y llanuras aluviales del río. El parque está a unos 130 kilómetros al este de Kiev y se encuentra situado en el distrito administrativo (raión) de Piriatin en el óblast de Poltava.

## Topografía
Los límites del parque se forman en grupos de territorio a lo largo del río Uday, un afluente del río Dniéper. Los sectores a veces están separados por hasta 1 kilómetro, y el río corre de noroeste a sureste en esta área. El terreno es típico de los valles fluviales de la llanura de Europa del Este, con carácter de estepa forestal en las laderas y humedales en las llanuras aluviales y terrazas.

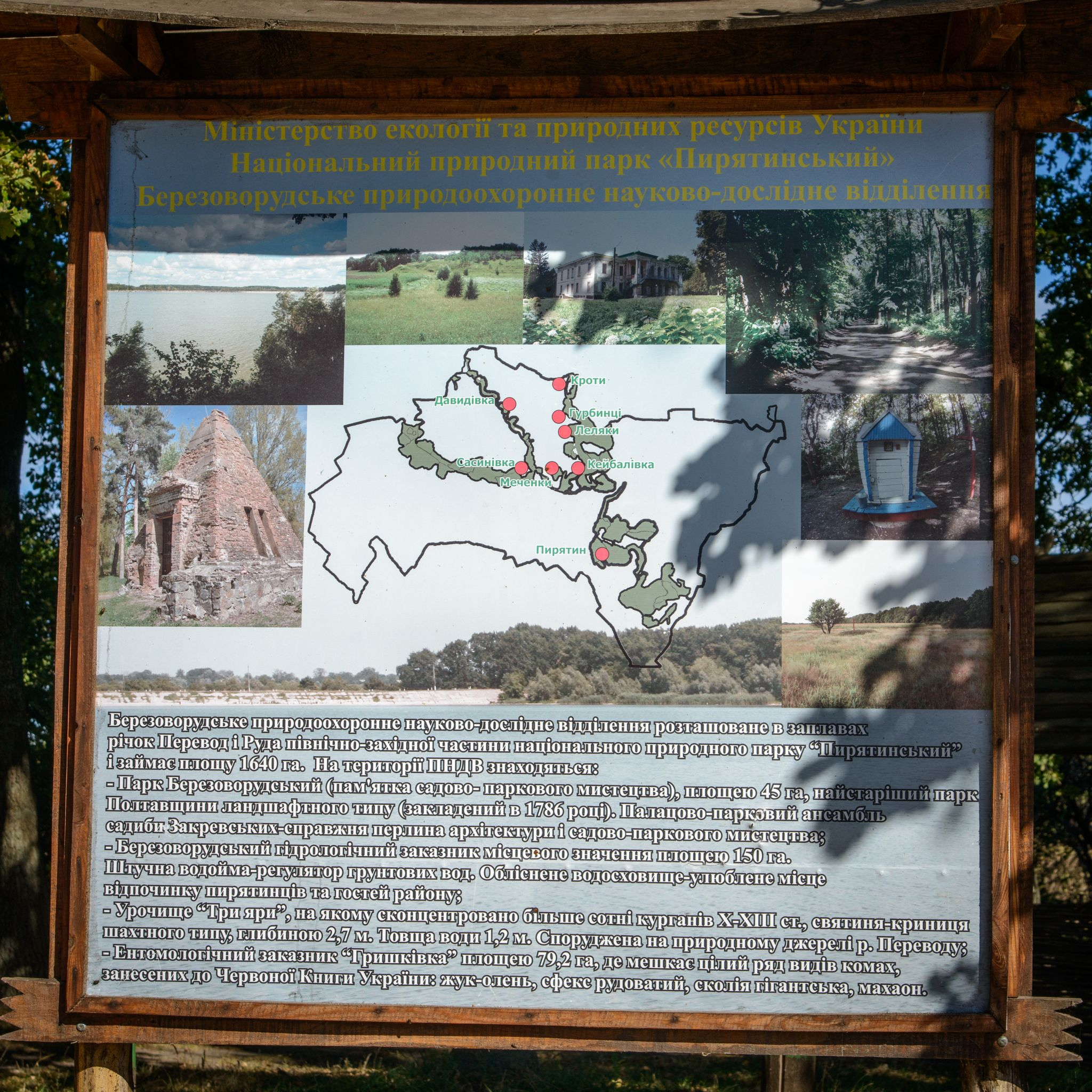
Mapa público en el sitio de la Reserva Berezovorudsky, una parte protegida del Parque de Pyriatyn

## Clima y ecorregión
El clima del parque es Clima continental húmedo, con veranos cálidos (clasificación climática de Köppen (Dfb)). Este clima se caracteriza por grandes diferencias estacionales de temperatura y un verano cálido (al menos cuatro meses con un promedio de más de 10 °C (50,0 °F), pero ningún mes con un promedio de más de 22 °C (71,6 °F).
El parque está localizado en la ecorregión de bosque estepario de Europa oriental, una zona de transición entre los bosques latifoliados del norte y los pastizales del sur. Esta ecorregión se caracteriza por un mosaico de bosques, estepas y humedales ribereños.

## Flora y fauna
Al estar centrado a lo largo de un valle fluvial, el parque muestra una gran variedad de humedales, con hábitats fluviales y ribereños en los niveles más bajos, cañaverales en las llanuras aluviales, lagos y arroyos mesotróficos en las terrazas y bosques esteparios donde el drenaje lo permite.

## Uso público

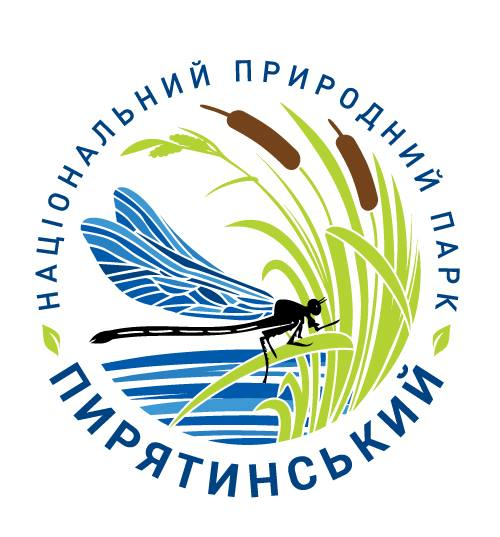
Logo del parque

El parque es relativamente nuevo (fundado el 11 de diciembre de 2009) y se ha establecido una infraestructura turística básica. Se están realizando inventarios científicos preliminares de plantas y animales, y el parque patrocina programas educativos para las escuelas locales. Se han desarrollado una serie de senderos ecológicos para los visitantes.